# Ricardo, Conde de Étampes
Ricardo da Bretanha (1395 - 2 de junho de 1438) foi o filho varão mais novo do duque João V da Bretanha e de Joana de Navarra. Foi eleito capitão-geral da Aquitânia e de Poitou, em 1419, e foi feito conde de Étampes em Sablé, em 8 de maio de 1421, confirmado em Poitiers, em outubro de 1425, com o condado de Mantes.
Em 1423, Ricardo casou com Margarida de Orleães, filha de Luís, duque de Orleães, e de Valentina Visconti. Ela recebeu o condado de Vertus como seu dote. Ela e Ricardo tiveram sete filhos:
- Maria (1424-19 de outubro de 1477), abadessa de Fontevraud;
- Isabel (1426-1438);
- Catarina (1428-22 de abril de 1476), que casou com Guilherme VIII, príncipe de Orange;
- Francisco (23 de junho de 1423-9 de setembro de 1488), duque da Bretanha como Francisco II;
- Margarida (c. 1437-1466);
- Madalena (m. 19 de março de 1462), freira em Longchamp.

Ricardo morreu aos 43 anos no castelo de Clisson e seu corpo repousa na Catedral de Nantes. Seu irmão mais velho, Pedro, tinha cedido aos desejos de seu pai e mudou seu nome, sucedendo-lhe como João VI da Bretanha. Dois dos filhos de João VI, Francisco e Pedro, seguiram-no como duques da Bretanha. Pedro morreu sem filhos, em 1457, e o irmão mais velho de Ricardo, Artur III, sucedeu como duque. Tivesse Ricardo vivido, teria ascendido ao ducado com a morte de Artur, em 1458. Todavia, o filho de Ricardo, Francisco, tornou-se o próximo duque da Bretanha.